# 前田光嘉
前田 光嘉（まえだ みつよし、1916年（大正5年）9月16日 - 2009年（平成21年）4月13日）は、日本の官僚。元建設事務次官。三重県出身。

## 来歴
建設省都市局長、営繕局長、住宅局長、大臣官房長を経て、1965年（昭和40年）建設事務次官に就任。1967年（昭和42年）に退官。
1970年（昭和45年）から1978年（昭和53年）まで日本道路公団総裁を務めた。1989年（平成元年）の春の叙勲で勲一等瑞宝章を受章。

## 略歴
- 1940年（昭和15年） 内務省入省[2]。大阪府配属[3]。
- 1948年（昭和23年）6月18日 建設院建築局住宅企画課長
- 1949年（昭和24年）6月1日 建設省住宅局住宅企画課長
- 1950年（昭和25年）6月10日 建設省住宅局住宅金融課長
- 1954年（昭和29年）7月1日 建設省計画局総務課長
- 1956年（昭和31年）4月25日 建設大臣官房文書課長
- 1959年（昭和34年）6月16日 建設省道路局次長
- 1961年（昭和36年）11月1日 建設省都市局長
- 1962年（昭和37年）8月10日 建設省営繕局長
- 1962年（昭和37年）12月4日 建設省住宅局長
- 1964年（昭和39年）8月5日 建設大臣官房長
- 1965年（昭和40年）1月7日 建設事務次官兼大臣官房長
- 1965年（昭和40年）1月12日 免兼大臣官房長
- 1967年（昭和42年）11月11日 辞職
- 1970年（昭和45年）6月5日 日本道路公団総裁
- 1972年（昭和47年）4月16日 同再任
- 1976年（昭和51年）4月16日 同再任
- 1978年（昭和53年）12月1日 辞職
- 1989年（平成元年）4月29日 叙勲一等授瑞宝章
- 2009年（平成21年）4月13日 死去。92歳没。叙正四位